# Pisterhof
Pisterhof ist ein Gemeindeteil der Gemeinde Amberg im schwäbischen Landkreis Unterallgäu.
Hier stand zwischen 1972 und 2013 die Kurzwellensendeanlage Wertachtal.